# Transmittans

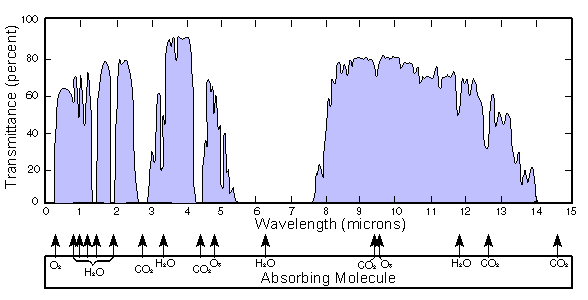
Jordens atmosfäriska transmittans över 1 nautisk mil havsnivåväg (infraröd region.). På grund av den naturliga strålningen från den varma atmosfären skiljer sig strålningsintensiteten från den överförda delen.

Transmittans, transmissionsfaktor, är en dimensionslös storhet som beskriver förhållandet mellan infallande och genomsläppt strålningsintensitet. Det är andelen av infallande elektromagnetisk effekt som sänds genom ett prov, i motsats till transmissionskoefficienten, som är förhållandet mellan det överförda och infallande elektriska fältet.

Transmittans av rubin i optiska och nära-IR-spektra. Observera de två breda blå och gröna absorptionsbanden och ett smalt absorptionsband på våglängden 694 nm, vilket är våglängden för rubinlasern.

Intern transmittans hänvisar till energiförlust genom absorption, medan (total) transmittans är den som beror på absorption, spridning, reflexion etc. 

## Matematiska definitioner

### Hemisfärisk transmittans
Hemisfärisk transmittans av en yta, betecknad T, definieras som
{\displaystyle T={\frac {\Phi _{\mathrm {e} }^{\mathrm {t} }}{\Phi _{\mathrm {e} }^{\mathrm {i} }}},}
där
- Φet är strålningsflödet som överförs av ytan,
- Φei är det strålningsflöde som tas emot av ytan.

### Spektral hemisfärisk transmittans
Spektral hemisfärisk transmittans i frekvens och spektral halvsfärisk transmittans i våglängd på en yta, betecknade Tν respektive Tλ, definieras som
{\displaystyle T_{\nu }={\frac {\Phi _{\mathrm {e} ,\nu }^{\mathrm {t} }}{\Phi _{\mathrm {e} ,\nu }^{\mathrm {i} }}},}
{\displaystyle T_{\lambda }={\frac {\Phi _{\mathrm {e} ,\lambda }^{\mathrm {t} }}{\Phi _{\mathrm {e} ,\lambda }^{\mathrm {i} }}},}
där
- Φe,νt är det spektrala strålningsflödet i frekvens som sänds av ytan,
- Φe,νi är det spektrala strålningsflödet i frekvens som tas emot av ytan,
- Φe,λt är det spektrala strålningsflödet i våglängd som sänds av ytan.
- Φe,λi är det spektrala strålningsflödet i våglängd som tas emot av ytan.

### Riktad överföring
Riktningstransmittans för en yta, betecknad TΩ, definieras som
{\displaystyle T_{\Omega }={\frac {L_{\mathrm {e} ,\Omega }^{\mathrm {t} }}{L_{\mathrm {e} ,\Omega }^{\mathrm {i} }}},}
där
- Le,Ωt är radiansen som överförs av ytan,
- Le,Ωi är strålningen som tas emot av ytan.

### Spektral riktningstransmittans
Spektral riktningstransmittans i frekvens och spektral riktningstransmittans i våglängd på en yta, betecknade Tν,Ω respektive Tλ,Ω, definieras som
{\displaystyle T_{\nu ,\Omega }={\frac {L_{\mathrm {e} ,\Omega ,\nu }^{\mathrm {t} }}{L_{\mathrm {e} ,\Omega ,\nu }^{\mathrm {i} }}},}
{\displaystyle T_{\lambda ,\Omega }={\frac {L_{\mathrm {e} ,\Omega ,\lambda }^{\mathrm {t} }}{L_{\mathrm {e} ,\Omega ,\lambda }^{\mathrm {i} }}},}
där
- Le,Ω,νt är spektrala radiansen i frekvens som sänds av ytan,
- Le,Ω,νi är spektrala radians som tas emot av ytan,
- Le,Ω,λt är spektrala strålningen i våglängd som sänds av ytan,
- Le,Ω,λi är spektrala strålningen i våglängd som tas emot av ytan.

### Ljustransmittans
Inom området fotometri (optik) är ett filters ljusgenomsläpplighet ett mått på mängden ljusflöde eller intensitet som överförs av ett optiskt filter. Det definieras generellt i termer av en standardbelysning (till exempel belysningskälla A, belysningskälla C eller belysningskälla E). Ljusgenomsläppligheten med avseende på standardljuskällan definieras som:
{\displaystyle T_{lum}={\frac {\int _{0}^{\infty }I(\lambda )T(\lambda )V(\lambda )d\lambda }{\int _{0}^{\infty }I(\lambda )V(\lambda )d\lambda }}}
där:
- {\displaystyle I(\lambda )} är det spektrala strålningsflödet eller intensiteten för standardljuskällan (ospecificerad magnitud),
- {\displaystyle T(\lambda )} är filtrets spektrala transmittans,
- {\displaystyle V(\lambda )} är funktionen för ljuseffektivitet.

Ljusgenomsläppligheten är oberoende av storleken på flödet eller intensiteten hos standardljuskällan som används för att mäta den, och är en dimensionslös storhet.

## Beer-Lambert-lagen
Per definition är intern transmittans relaterad till optiskt djup och till absorbans som
{\displaystyle T=e^{-\tau }=10^{-A},}
där
- τ är det optiska djupet,
- A är absorbansen.

Beer -Lambert-lagen säger att för N försvagande ämnen i materialprovet,
{\displaystyle T=e^{-\sum _{i=1}^{N}\sigma _{i}\int _{0}^{\ell }n_{i}(z)\mathrm {d} z}=10^{-\sum _{i=1}^{N}\varepsilon _{i}\int _{0}^{\ell }c_{i}(z)\mathrm {d} z},}
eller motsvarande att
{\displaystyle \tau =\sum _{i=1}^{N}\tau _{i}=\sum _{i=1}^{N}\sigma _{i}\int _{0}^{\ell }n_{i}(z)\,\mathrm {d} z,}
{\displaystyle A=\sum _{i=1}^{N}A_{i}=\sum _{i=1}^{N}\varepsilon _{i}\int _{0}^{\ell }c_{i}(z)\,\mathrm {d} z,}
där
- σi är dämpningstvärsnittet av de dämpande ämnena i i materialprovet,
- ni är taldensiteten för de försvagande arterna i i materialprovet,
- εi är den molära dämpningskoefficienten för det försvagande ämnet i i materialprovet,
- ci är mängdkoncentrationen av det försvagande ämnet i i materialprovet,
- ℓ är ljusstrålens väglängd genom materialprovet.

Dämpningstvärsnitt och molär dämpningskoefficient är relaterade till :{\displaystyle \varepsilon _{i}={\frac {\mathrm {N_{A}} }{\ln {10}}}\,\sigma _{i},}
och antal densitet och mängd koncentration av
{\displaystyle c_{i}={\frac {n_{i}}{\mathrm {N_{A}} }},}
där NA är Avogadros tal.
Vid enhetlig dämpning blir dessa relationer 
{\displaystyle T=e^{-\sum _{i=1}^{N}\sigma _{i}n_{i}\ell }=10^{-\sum _{i=1}^{N}\varepsilon _{i}c_{i}\ell },}
eller motsvarande
{\displaystyle \tau =\sum _{i=1}^{N}\sigma _{i}n_{i}\ell ,}
{\displaystyle A=\sum _{i=1}^{N}\varepsilon _{i}c_{i}\ell .}
Fall av ojämn dämpning förekommer i till exempel atmosfärsvetenskapliga tillämpningar och strålskyddsteori.